# Obred
Obred (rudi ritual, latinsko ritus) je prikaz določenih gest, dejanj, govorniških obrazcev, pogosto spremljanih tudi z glasbo in petjem, s katerimi človek izraža svoj odnos do svetega. Obred je splošen pojav v vseh religijah, ki izraža kulturo in civilizacijo določene religijske skupnosti. Religijski obred je drugačen od magijskega obreda. Pri magijskem obredu se določena okultna sila usmeri opraviti nek zaželen učinek, dočim je religijski obred zgolj simboličen in izraža najrazličnejše odnose do svetega kot so molitev, priklanjanje, klečanje, klicanje, obeležitev važnih dogodkov iz individualnega in kolektivnega življenja skupnosti. Obred je formaliziran, sprejme ustaljeno obliko za religiozno skupnost. Religiozna izkušnja se objektivizira in se zavaruje od subjektivnega spreminjanja ter vdora iracionalnosti. Obredom je dan večji pomen v mističnem tipu religije, kot v etičnem tipu religije. Etičnost in mističnost v religijskem obredu morata biti uravnoteženi. Kadar obred izgubi vezo z religioznim izkustvom se bo spremenil v vzdrževanje mrtvih formalnosti in bo postal hlinjen obred, dolgočasna rutina.
Obredi so bili zelo pomembni v arhaičnih religijah animističnega in politeističnega tipa, kjer so se prepletali z družbenimi ceremonijali in praznovanji. Kadar so te religije izumrle, posamični obredi ostajajo kot kresovanje, jurjevanje, pustovanje in podobni, tako preidejo v folkloro ter običaje.

## Obredne dejavnosti
Religiozni obred se običajno izvaja po navodilih zapisanih v posebni knjigi imenovani obrednik , lahko vključujejo v obred tudi izjemoma lokalne posebnosti. Večina obredov vsebuje obredno čiščene, post, obredno petje, obredno liturgijo, obredna oblačila, obredni prostor, obredno hrano.

## Različnost obredov odvisna od vrste religije
Oredi se razlikujejo med seboj tako po obliki in vsebini kot tudi kulturnem okolju v katerem so nastali. Tri največje monoteistične religije krščanstvo, judovstvo in muslimanstvo/ (Islam) utemeljujejo svoje obrede na osnovi svojih svetih knjig, svetega pisma, biblije in kurana, katere so njihovi teologi zapisali v posebne knjige obrednike. Ostale religije v svetu imajo svoje obrede manj natančno definirane in se od kraja do kraja razlikujejo. Takšni so obredi v sledečih religijah:
- Bahajstvo
- Budizem
- Džainizem
- Gnosticizem
- Hinduizem
- Rastafarijanstvo
- Sikhizem
- Sufizem
- Šintoizem
- Taoizem
- Zoroastrizem